# Tỉnh của Ireland
Các tỉnh của Ireland được thành lập vào thế kỷ XVII, gồm: Ulster, Connacht, Leinster và Munster. Trong tiếng Ireland, nó được gọi là cúige, nghĩa đen là "phần thứ năm", chỉ ra rằng đảo Ireland đã có năm tỉnh, tuy nhiên trong thời Trung cổ, đảo này có nhiều tỉnh, và chúng được gọi là các vương quốc trên đảo Ireland. Các tỉnh này tồn tại cho đến năm 1610, khi vua James I đã thiết lập Chính quyền Anh Quốc trên đảo này. Hiện nay, 4 tỉnh trên không còn dùng vào mục đích hành chính hoặc chính trị, nhưng chúng vẫn phục vụ như các thực thể lịch sử và văn hóa.

## Tên gọi
Trong tiếng Ireland hiện đại, từ tỉnh nghĩa là cú (Cúigeadh). Thuật ngữ này bắt nguồn từ cóiced (Cóiceda) trong tiếng Ireland trung cổ, mà theo nghĩa đen, có nghĩa là "một phần năm".  Thuật ngữ này xuất hiện trong các văn bản luật từ thế kỷ 8 như Miadslechta và trong những câu chuyện thần thoại của Ulster, chúng đề cập đến năm tiểu vương quốc của Pentarchy.  Trong cuốn Lebor na Cert (Sách Quyền) năm 12, thuật ngữ này có nghĩa là tỉnh, dường như đã mất đi ý nghĩa trước của nó với bảy cúigeadh được liệt kê. Tương tự, điều này dường như là trường hợp liên quan đến các tựa sách với Biên niên sử của Ulster sử dụng thuật ngữ rex ở Chóicid (vua của tỉnh / tỉnh / tỉnh) cho một số overkings.